# Leucogyrophana
Leucogyrophana é um gênero de fungos da família Hygrophoropsidaceae [en] (subordem Coniophorineae da ordem Boletales). O gênero foi erigido em 1958 para acomodar a espécie então conhecida como Merulius molluscus (Leucogyrophana mollusca [en]). Várias outras espécies foram descritas, mas testes de DNA em 2001 descobriram que L. mollusca estava geneticamente isolada das outras e mais aparentada com Hygrophoropsis.

## Espécies
Até novembro de 2015, o Index Fungorum aceita 11 espécies de Leucogyrophana:
- Leucogyrophana arizonica
- Leucogyrophana hexagonoides
- Leucogyrophana lichenicola
- Leucogyrophana luridochracea
- Leucogyrophana mollusca [en]
- Leucogyrophana olivascens
- Leucogyrophana pouzarii
- Leucogyrophana pseudomollusca [en]
- Leucogyrophana romellii
- Leucogyrophana sororia
- Leucogyrophana subtessulata

### Nomes não aceitos
- Leucogyrophana montana (Burt) Domański ==> Pseudomerulius montanus (Burt) Kotir., K.H. Larss. & M. Kulju[4]